# Ron Simmons
Pour l’article homonyme, voir Simmons.
Ron Simmons (né le 15 mai 1958 à Perry) est un  catcheur (lutteur professionnel) américain et un joueur de football américain. 
Il est d'abord joueur de football américain à l'université d'État de Floride au poste de defensive tackle, il est  choisi par Browns de Cleveland au 6e tour de la draft de la NFL en 1981. Il n'y joue pas et part pour le Canada, ayant signé un contrat avec les Rough Riders d'Ottawa. En 1983, il retourne aux États-Unis et s'engage avec la franchise d'United States Football League des Bandits de Tampa Bay où il reste jusqu'en 1985.
Il a été le premier afro-américain à gagner le Championnat du monde poids lourd de la WCW.

## Jeunesse et carrière de joueur de football américain

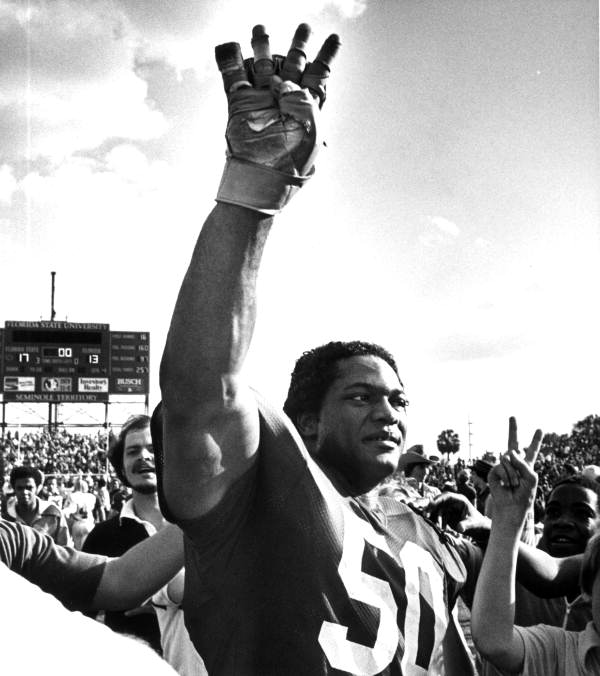
Ron Simmons quand il était joueur de football américain des Seminoles de Florida State.

Simmons a sept frères et sœurs, sa mère meurt alors qu'il a entre huit et neuf ans puis son père abandonne sa famille quand des huissiers viennent saisir des meubles au domicile familial. Il fait partie de l'équipe de football américain du lycée de Warner Robins au poste de linebacker. Après son diplôme de fin d'études secondaires, il rejoint l'université d'État de Floride où il continue à jouer au football dans l'équipe des Seminoles de Florida State.
Au sein des Seminoles, il joue au poste de linebacker ou de defensive lineman et bat durant sa première saison le record de sack en une saison de l'équipe et ce record tient jusqu'en 1996.

## Carrière
Il est devenu catcheur professionnel en 1986, et est passé à la World Championship Wrestling sous son vrai nom avant d'aller rejoindre la World Wrestling Federation aussi sous son vrai nom mais entre-temps par celui de Faarooq. Il a eu une rivalité avec Ahmed Johnson en 1996 et en 1998. Il avait perdu dans la finale du tournoi pour désigner le nouveau Champion Intercontinental contre Owen Hart à Bad Blood 1997. Il forme avec Bradshaw The Acolytes en 1999 en tant que Heel. Lors du Raw, il gagne enfin son premier championnat avec Bradshaw face à Kane et X-Pac en mai 1999. Ils perdront leur titres face aux Hardys en juin 1999 diffusé en début juillet à Raw Is War.
L'Acolytes Protection Agency s'est reformé le 3 décembre 2007 à l'occasion d'un match entre Hornswoggle contre Carlito et Jonathan Coachman, JBL (alors commentateur de WWE SmackDown) et Simons (Bradshaw et Faroocq à l'époque de leur collaboration) ont permis au Little Bastard de gagner cette rencontre.
Il réapparaît lors du 800e épisode de RAW, le 3 novembre, où il interrompt la danse de Kung-Fu Naki, Hornswoogle, Boogeyman etc. pour son DAMN! Le 13 janvier 2009 il est licencié.
Il apparait lors de l'épisode de RAW: Old School avec d'autre légende, mais ne catchera pas. À la fin du show, quand Justin Roberts annonce les différentes legendes et Hall of Famers, le public lui rend hommage en criant DAMN quand il porta son doigt à l'oreille.
Il apparait aussi dans l'épisode de Raw spécial anniversaire de Dwayne Johnson. Il est introduit au Hall of Fame 2012 le 2 avril par JBL. Il fait une apparition à Hell in a Cell (2012) en backstages en compagnie de Zack Ryder et Santino Marella.La dernière fois qu'il a été aperçu c'était lors du RAW Old School du 6 janvier.

## Caractéristiques
- Prises de finition et favorites
  - Dominator (Inverted powerslam)
  - Scoop powerslam
  - Standing thrust spinebuster
  - Football tackle to the knees
  - Running shoulder block 
  - Belly-to-back suplex
  - Short-arm clothesline
  - Back elbow strike
  - Avec Bradshaw
    - Aided powerbomb
    - Back suplex / Neckbreaker slam combination
    - Double spinebuster

- Équipes et Clans
  - APA
  - Nation Of Domination

- Managers
  - The Jackyl
  - Jacqueline
  - The Kat
  - Theodore Long
  - Clarence Mason
  - The Iron Sheik
  - Sunny
  - Woman
  - Dusty Rhodes
  - JBL

## Palmarès et récompenses
- Championship Wrestling from Florida
  - NWA Florida Heavyweight Championship : 1 fois[5]

- Memphis Championship Wrestling (en)
  - MCW Southern Tag Team Championship : 1 fois en 2001 avec Bradshaw[6]

- Ohio Valley Wrestling
  - OVW Southern Tag Team Championship : 1 fois avec Bradshaw[7]

- Pro Wrestling Illustrated
  - PWI Most Inspirational Wrestler of the Year en 1992[8]
  - Classé 20e des 500 meilleurs catcheurs en  1992[9]
  - Classé 91e des 100 meilleures équipes de l'année avec Butch Reed en 2003[10]

- World Championship Wrestling
  - WCW United States Tag Team Championship : 1 fois avec Big Josh[11]
  - WCW World Heavyweight Championship : (1 fois) 1#Champion du Monde Poids-Lourd Afro Americain[12]
  - WCW World Tag Team Championship : 1 fois avec Butch Reed[13]

- World Wrestling Federation
  - WWF Tag Team Championship : 3 fois avec Bradshaw en 1999 (2) et 2001 (1)[14]
  - WWE Hall Of Fame 2012